# Syslog-ng
Syslog-ng est une implémentation du protocole syslog pour les architectures de type UNIX.
A ce jour, syslog-ng est développé par Balabit IT Security Ltd.
Il existe trois versions contenant un code commun. La première est la version Open Source sous licence GPL. La deuxième, nommée Premium Edition (PE) contient des greffons additionnels. La troisième est nommée Storebox.
En janvier 2018, la société One Identity acquiert Balabit la société responsable du développement de syslog-ng.